# Óscar Elías Biscet
Óscar Elías Biscet (L'Avana, 20 luglio 1961) è un medico cubano.

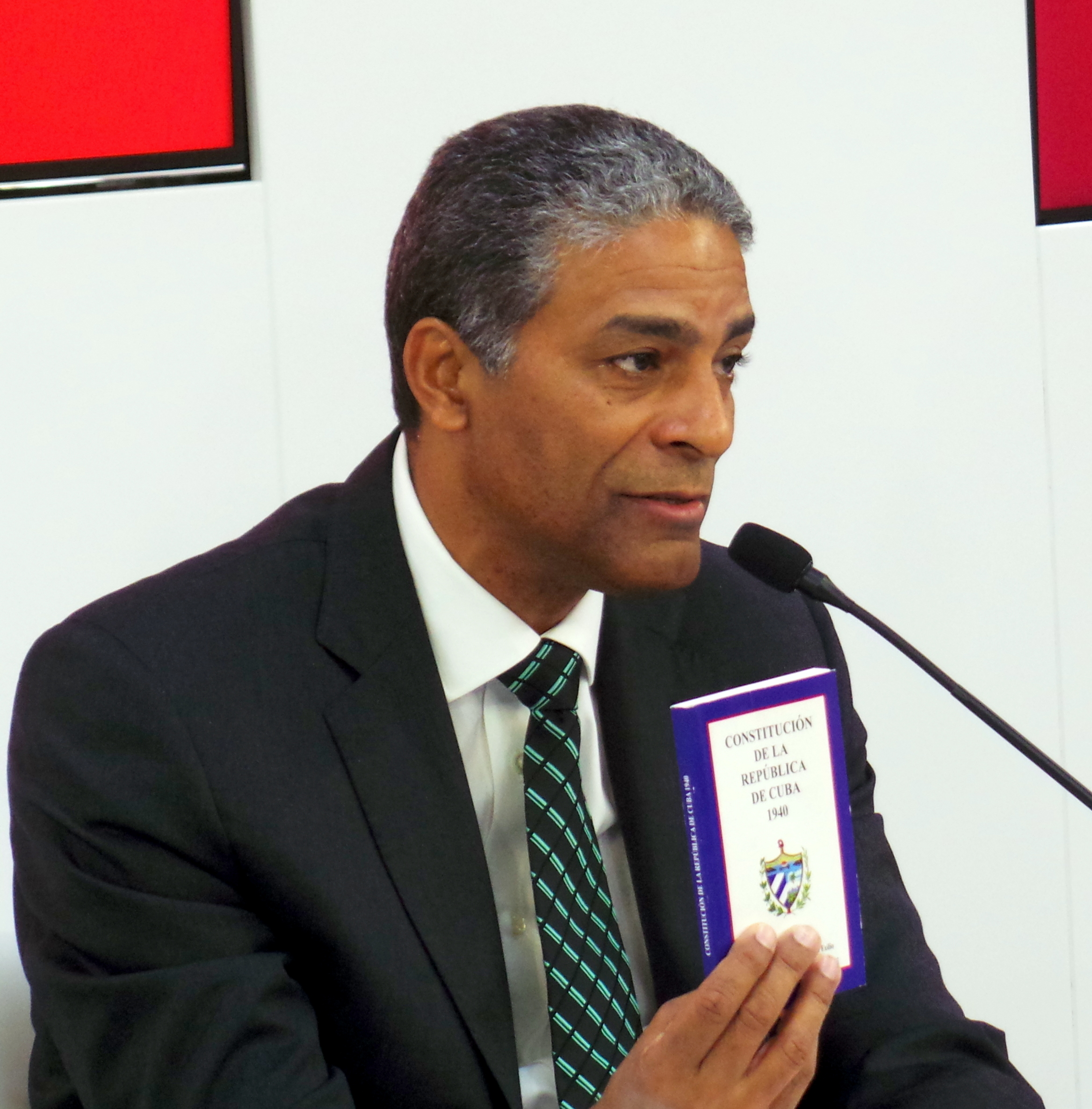
Óscar Elías Biscet

Sposato e padre di due figli, Biscet è uno dei prigionieri politici più noti al mondo.

## Biografia
Nasce nell'Avana nel 1961. Nel 1985 si laurea in Medicina.

### Battaglia per i diritti umani
Nel 1997 ha costituito la Fondazione Lawton, un'organizzazione non violenta che utilizza il metodo della disobbedienza civile per denunciare i limiti alla libertà d'espressione, imposti dal governo cubano, “contra del aborto, eutanasia y el fusilamiento”, cioè a favore della vita che sta per nascere, contro l'aborto, contro l'eutanasia, praticata su malati poveri, che si rivelano un peso economico, e contro la pena di morte e la tortura per i dissidenti. La sua Fondazione, che chiede anche la liberazione di tutti i prigionieri politici dell'isola, è stata messa fuori legge dal regime castrista. Il 3 novembre 1999 Biscet è stato accusato di insultare i simboli della patria, di creare pubblico disordine e incitamento a commettere reati. Sconta tre anni di prigione.
Tornato in libertà il 31 ottobre del 2002, ha immediatamente ripreso la sua attività in difesa dei diritti civili. Nuovamente processato, è stato condannato all'inizio del 2003 per “attentato contro la sovranità di Cuba”. La pena inflitta è stata durissima: 25 anni di carcere.
Varie organizzazioni umanitarie hanno a più riprese denunciato le condizioni disumane di detenzione a cui Biscet, che soffre di ipertensione e gastrite cronica, viene sottoposto, con lunghi periodi in cella di rigore. Anche dalla prigione, però, Biscet non rinuncia alle sue battaglie, attraverso azioni non violente come lo sciopero della fame e la preghiera (è di religione cattolica).
Biscet, che si definisce seguace di Henry David Thoreau, Gandhi, Martin Luther King e del Dalai Lama, è definito “prigioniero di coscienza” da Amnesty International.
Nel 2008 ha ricevuto il Premio «Heinz R. Pagels», riconoscimento concesso dalla Accademia delle Scienze di New York a personalità scientifiche che si siano adoperate in favore dei diritti umani degli scienziati.
Negli ultimi anni, sui principali social network del web sono nati gruppi e comunità di utenti che hanno invocato a lungo la sua liberazione. Fra questi, in prima fila diversi esuli cubani a Miami, che hanno promosso raccolte di firme e appelli internazionali.
L'11 marzo 2011 è stato scarcerato insieme con altri prigionieri. Il rilascio è avvenuto grazie ai negoziati tra la Chiesa cattolica ed il governo. Appena liberato, Biscet ha detto che sarebbe rimasto a Cuba per continuare la sua battaglia per i diritti umani.
Nello stesso anno è stato candidato al Premio Nobel per la Pace.